# NGC 3375
NGC 3375 est une galaxie lenticulaire située dans la constellation du Sextant. NGC 3375 a été découverte par l'astronome allemand Wilhelm Tempel en 1878.

## Caractéristiques
Sa vitesse par rapport au fond diffus cosmologique est de 2 820 ± 29 km/s, ce qui correspond à une distance de Hubble de 41,6 ± 2,9 Mpc (∼136 millions d'al).
À ce jour, cinq mesures non basées sur le décalage vers le rouge (redshift) donnent une distance de 52,140 ± 12,220 Mpc (∼170 millions d'al), ce qui est à l'intérieur des valeurs de la distance de Hubble. Notons cependant que c'est avec la valeur moyenne des mesures indépendantes, lorsqu'elles existent, que la base de données NASA/IPAC calcule le diamètre d'une galaxie et qu'en conséquence le diamètre de NGC 3375 pourrait être d'environ 17,9 kpc (∼58 400 al) si on utilisait la distance de Hubble pour le calculer.